# بريا سيراو
بريا أوليفيا سيراو (من مواليد 22 يونيو 1992) حاملة لقب مسابقة ملكة جمال أسترالية من هندية الأصل والمولد، توجت بمسابقة ملكة جمال أستراليا للكون 2019. مثلت الآن أستراليا في مسابقة ملكة جمال الكون 2019.

## نشأتها
ولدت سيراو في بيلمانو، كارناتاكا، لعائلة مسيحية منغولورية، ولكنها قضت في وقت لاحق معظم طفولتها المبكرة تعيش في عمان والإمارات العربية المتحدة.

## روابط خارجية
- بريا سيراو على إنستغرام

| الجوائز و الإنجازات | الجوائز و الإنجازات           | الجوائز و الإنجازات |
| ------------------- | ----------------------------- | ------------------- |
| سبقه فرانشيسكا هونغ | ملكة جمال أستراليا للكون 2019 | تبعه يحدد لاحقا     |